# Lista de senhores do morgado de Soalhães
Este anexo é composto por uma lista de Senhores do morgado de Soalhães, freguesia portuguesa do concelho de Marco de Canaveses.
- Vasco Anes de Soalhães,  1.º senhor do morgado de Soalhães instituído pelo prelado, seu pai, D. João Martins de Soalhães.[1]
- Rui Vasques Ribeiro, 2.º senhor do morgado de Soalhães (1300 -?)[1]
- Teresa Rodrigues Ribeiro (1320 -?)[1]
- João Mendes de Vasconcelos, senhor de Penela e Lousã (1340 -?)[1]